# III. arméfördelningen (1937–1942)
III. arméfördelningen var en arméfördelning inom svenska armén som verkade i olika former åren 1937–1942. Förbandsledningen var förlagd i Skövde garnison i Skövde.

## Historik
III. arméfördelningen bildades genom försvarsbeslutet 1936 den 1 januari 1937. Arméfördelningen ersatte då Västra arméfördelningen. Den nya organisationen bestod av en arméfördelningschef och en militärområdesbefälhavare. Arméfördelningschefen var i fred chef över arméns högre truppförband, samt ansvarade för regementenas utbildning, krigsplanläggning samt mobiliseringsverksamhet. Medan militärområdesbefälhavaren ledde den territoriella verksamheten. Genom försvarsbeslutet 1942 delades arméfördelningen i två delar. Arméfördelningen utgick ur fredsorganisationen och organiserades som III. arméfördelningen i krigsorganisationen. Militärområdet som tidigare ingick i arméfördelningen fick nu även den markoperativa uppgiften, då det territoriella ansvaret förenades med chefskapet för arméfördelningen. II. arméfördelningens uppgifter fördelades den 1 oktober 1942 på III. militärområdet och III. arméfördelningen.

## Verksamhet
Arméfördelningschef har sig underställda en militärområdesbefälhavare och en särskild stab, till vilken höra 1 beredskapsofficer, 1 stabschef och 1 mobiliseringsofficer (de båda sistnämnda på generalstabskårens stat), 2 såsom adjutanter ur underlydande truppförband kommenderade officerare, 1 fortifikationsofficer (på fortifikationskårens stat), i fördelningsintendent och 1 expeditionsintendent (på intendenturkårens stat), 1 fördelningsläkare och i fördelningsveterinär. 

### Västra militärområdet
Genom den värnpliktslag som infördes i samband med försvarsbeslutet 1901 infördes inskrivningsområden inom arméfördelningarna. Arméfördelningarna omfattade ett antal inskrivningsområden, vilka i sin tur hade i uppgift att skriva in och redovisa värnpliktiga. I regel motsvarade inskrivningsområdena geografiskt sett de svenska länen. År 1937 bildades Västra militärområdet inom III. arméfördelningen, vilken övertog den roll de geografiska inskrivningsområdena tidigare haft. År 1940 omfattade II. arméfördelningsområdet följande inskrivningsområden: Västgöta-Bohus, Älvsborgs, Skaraborgs och Värmlands inskrivningsområden.

## Ingående trupper
År 1940 bestod arméfördelningen av nedan förband.

- Värmlands regemente (I 2)
- Skaraborgs regemente (I 9)
- Älvsborgs regemente (I 15)
- Hallands regemente (I 16)
- Bohusläns regemente (I 17)
- Livregementets husarer (K 3)
- Göta artilleriregemente (A 2)
- Karlsborgs luftvärnsregemente (Lv 1)
- Göta trängkår (T 2)
- Andra intendenturkompaniet (Int 2)

## Förläggningar och övningsplatser
Staben samt förbandsledningen för III. arméfördelningen var förlagd till Skolgatan 10 i Skövde, en adress som sedan 1885 hade hyst högre regionala staber.

## Förbandschefer
- 1937–1942: Erik Gustaf af Edholm

## Namn och förläggningsort
| III. arméfördelningen | 1937-01-01 | – | 1942-??-?? |

| Skövde garnison | 1937-01-01 | – | 1942-??-?? |